# Humanisme a Mallorca

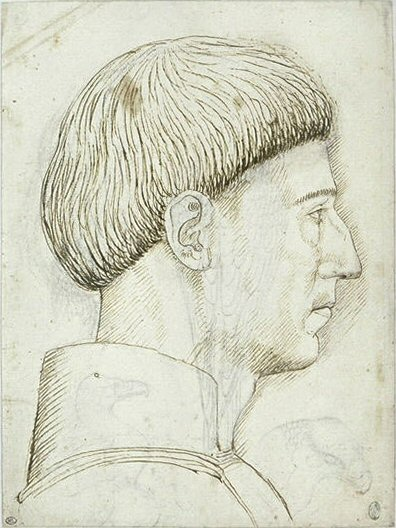
Alfons el Magnànim, dibuixat per l'artista del renaixement Pisanello, el qual des del 1448 visqué els últims anys de la seva vida a la cort d'Alfons a Nàpols.

L'humanisme és un moviment cultural que representa el renovellament dels estudis clàssics i que arrelà en la literatura italiana del segle xiv i s'imposà per tot Europa durant els dos segles següents, contemporàniament al Renaixement. Les relacions de Mallorca amb Itàlia tengueren un moment de gran intensitat a través de la cort d'Alfons el Magnànim a Nàpols. A Mallorca els segles XV i XVI foren de transició del teocentrisme medieval a l'humanisme renaixentista, circumstància que obligà el pensament mallorquí a cercar un equilibri entre la tradició de caràcter religiós i moralista i les noves idees modulades per una concepció més laica de la vida. S'ha dit (Elias de Tejada) que l'humanisme mallorquí comença amb la traducció al català de De consolatione philosophiae de Boeci per Antoni Ginebreda.

## El regne napolità i la cort del Magnànim
La cort d'Alfons el Magnànim va establir una via d'accés directe a les fonts humanístiques per a la cultura catalana en general. Pel que fa a Mallorca representà l'entrada en aquest ambient de diversos personatges que en retornar a Mallorca hi exerciren un cert paper cultural. Cal destacar Francesc Aixaló, Mateu Malferit i Joan Valero.
Francesc Aixaló va ser secretari i conseller del Magnànim. El 1438 va intervenir davant la cort en defensa dels privilegis i franqueses del regne de Mallorca. Fou jurat per l'estament militar i clavari de la Universitat. Tengué una activa intervenció en la revolta forana en contra dels revoltats. Va ser un bon coneixedor dels clàssics i estava fortament italianitzat.
Mateu Malferit va entrar al servei del Magnànim el 1437, ocupant càrrecs importants: regent de la cancelleria, advocat fiscal i conseller, advocat de la corona i membre del Consell Reial. Amic d'humanistes italians com Facio, Poggio, Piccolomini, Beccadelli, Aurispa i Lorenzo Valla. A Mateu Malferit se li atribueixen dues obres sobre Ramon Llull. Fou l'avi de Pere Malferit de Muntanyans.
Joan Valero també fou secretari del Magnànim a Nàpols, del qual -segons Joan Binimelis- en gaudí de la confiança absoluta. Continuà al servei de Joan II, per bé que retornà a Mallorca, on ocupà diversos càrrecs públics. Destacà com a lul·lista i escrigué dues obres de temàtica lul·liana.

## Francesc Prats i ladevotio moderna
El sacerdot Francesc Prats va estar lligat a Bartomeu Caldentei en la tasca de restaurar Miramar (1489) on hi instal·laren la primera impremta mallorquina. Segons Sebastià Trias Mercant l'obra de Francesc Prats és una perfecta combinació d'humanisme i devotio moderna. Prats va traduir Alfonso de la Torre a través del qual va assimilar l'humanisme doctrinal. Un grup d'escriptors, desiteressats de les subtileses doctrinals de la teologia, volien predicar al poble en el seu propi llenguatge doctrines de vida espiritual. La història de la filosofia denomina Devotio Moderna aquest moviment místic popular. La devotio moderna té dues característiques fonamentals que Francesc Prats assumeix plenament: promou una mística afectiva i pòpularista i la imitació de la Vita Christi en el cenacle dels monmestirs.
Prats va escriure Les set astacions e hores representant la Passió de Christ (1487) a imitació de la Vita Christi del Cartoixà i la dedicà a Sor Angelina Monroia del Puig de Pollença, una narració historiada de la Passió. En realitat és un breviasri per a seglars.
La doctrina de Prats té caràcter de predicació moral de caràcter reformador. La vida és milícia i és navegació. La primera idea ja figurava en el Llibre de l'orde de cavalleria de Llull, inundava els Exercicis espirituals de Sant Ignasi i havia de brostar amb el miles Christi a l'Enchiridion d'Erasme. Prats retia un homenatge a Llull amb un poema biogràfic basat en la Vida coetània. La segona idea era doctrina comuna de l'església i Prats planteja un pla d'ascetisme i reforma social.

## L'espiritualisme de Jeroni Nadal

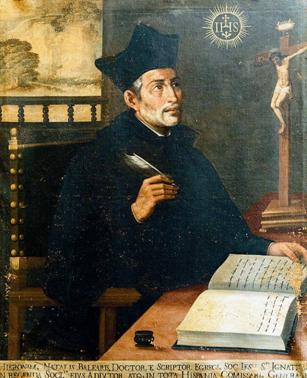
Jeróni Nadal, retrat anònim, Societat Arqueòlogica Lul·liana, Palma.

Jeroni Nadal era natural de Ciutat de Mallorca i aquí realitzà els seus primers estudis. Estudià arts i teologia a Alcalà i París. A Alcalà va conèixer Ignasi de Loyola, fet que determinà la seva vida futura. Membre de la Companyia de Jesús rep l'encàrrec de fundar el Col·legi de Messina i l'any 1522 fa professió solemne a Roma. Nadal intervé en la redacció de les Constitucions i Regla de l'Ordre. La seva és una aportació decisiva a la formació i difusió de l'esperit de la Contrareforma.
El nucli de la dosctrina espiritual del Pare Nadal és una teoria de la contemplació, fonamentada em una teologia científica i sòlida, d'acord amb el tomisme o bonaventurisme. A la seva obra s'hi reflecteix l'ascetisme ignasià, la mística de Ramon Llull, del Pseudo Dionís i de sant Bonaventura. També assumeix el corrent de la devotio moderna neerlandesa amb la seva pietat íntima, il·lustrada. metòdica i afectiva.
Nadal proposa tres normes d'acció: operari in Deo; spiritu, corde; practice. També es fa seves les tesis de l'humanisme devot: les tendències de l'antropomorfisme de l'època i les preferències del misticisme envers la consideració de la humanitat de Crist. En desenvolupar la via de l'oració determina tres vies: la via de la meditació, la contemplació i la tercera via és quan s'apodera de l'ànima una llum inefable i nítidament divina

## El misticisme popular de Nicolau Calders
Nicolau Calders formula una epistemologia des de l'àmbit de la mística. S'hi poden rastrejar les influències de Ramon Llull, les traduccions catalanes de la mística alemanya i l'humanisme devot. Calders, retirat a Cura l'any 1440, va escriure l'Exercici de la Santa Creu, un tractat de mística popular. Aquest llibre conté dues parts: una exposició dels conceptes tradicionals de l'ascètica i la mística, i una meditació en set jornades sobre episodis i textos de l'evangeli i de sant Bonaventura. La clau conceptual del llibre és el concepte de recordació, que és la meditació de les coses útils i profitoses per a la vida espiritual segons la via ascètico-mística: recordar la pròpia iniquitat i deplorar els vicis.

## Ferran Valentí
Misser Ferran Valentí, nascut a la Ciutat de Mallorca, és possible que estudiàs a Florència, Pàdua i Bolonya. L'any 1435 ja era doctor en lleis. L'any 1448, retornat a Mallorca, fou nomenat jurat de la Cort pel braç ciutadà. Després va viure a Càller fins al 1446. El 1467 fou nomenat conseller per l'estament dels ciutadans. La seva obra llatina està formada pel Discurs a Ferrant, Cartes i una Oda sàfica. Les obres catalanes són el Parlament al Gran e General Consell i la traducció i pròleg de les Paradoxa de Ciceró.
Valentí representa la transició entre les idees medievals i les clàssiques, però l'humanisme de Valentío està marcat per la mallorquinitat. El classicisme, un cop aïllat d'Itàlia, resta modificat per les formes culturals mallorquines de l'època: subjectant els clàssics a Ramon Llull, subordinant els gusts classicistes al cristinisme i, fins i tot, a les formes mallorquines del catolicisme.
L'humanisme polític de Valentí configura un organixcisme social segons la ideologia cristina del cos místic, en la qual la vitalitat dels membres o súbdits depèn de la vitalitat del cap, que és el príncep. Sosté un concepte de la monarquia proper a l'absolutisme, en tant que és l'expressió de la unitat política i representa els interessos comuns. Amb tot, el príncep aha de satisfer una confiança comunitària: lo príncep e senyor nostre deu star a consell de les comunitats e universitats de sos regnes e terres e no pas a consell de singulars

## Miquel Tomàs de Taixaquet
El llucmajorer Miquel Tomàs de Taixaquet estudià humanitats en el col·legi de Randa on hi va aprendre un llatí clàssic que després va fer servir en les seves obres. Coneix la filosofia a la universitat de Barcelona, quan, amb Pere Figuerola, presentà unes Conclusions sobre la dialèctica i el De ortu et interitu d'Aristòtil. Estudià lleis a Bolonya amb els mestres Socino, Armio, Paleotti i Angelelli. Després ingressà a les universitats de París i Lovaina per aprendre teologia.
Pius IV el nomenà corrector de la Sagrada Penitenciaria de Roma, teòleg del Col·legi cardenalici i redactor d'actes en el concili de Trento. L'any 1577 fou nomenat bisbe de Lleida.
L'edició de l'obra de Lactanci va ser una tasca personal del jurista mallorquí. L'humanisme jurídic de Taixaquet, malgrat el predomini de les referències jurídiques sobre les
al·legacions teològiques, arriba a una síntesi de la teologia tradicional de París amb la moderna teologi de Lovaina i, des d'aquesta síntesi, propugnasolucions pedagògiques, sociolingüístiques i historiogràfiques.

## LaDoctrina Moraldel mallorquí en Pacs
L'autor de la Doctrina Moral del mallorquí en Pacs diu que va ser servidor dels reis Pere el Cerimoniós i Joan I, i que a Mallorca exercí funcions públiques. La Doctrina Moral és una miscel·lània on s'arrepleguen una sèrie de notícies apreses dels humanistes de la Cort catalanoaragonesa durant les darreres dècades del segle xiv. Més aviat el llibre és un conjunt de cites d'autors clàssics i medievals, amb poc component creatiu de l'autor (esmenta entre altres Pitàgores, Aristòtil, Plató, Sèneca, Ciceró, sant Agustí, sant Gregori...i sobretot, Francesc Eiximenis).

## Arnau Descós
Descós fou amic i deixeble de Pere Daguí, Va escriure poesies en llatí i català, així com una versió llatina de l'apòcrif lul·lià Benedicta tu. Redactà un llibre de caràcter místic  De contemplatione i un Defensorum doctrinae B. Raymundy Lulli. El seu humanisme és un humanisme cristià, que combina el coneixement profund dels textos clàssics (Sòcrates, Aristòtil, Sèneca, Virgili, Juvenal, Ciceró, Quintilià, Properci, Teofrast) amb el domini de la Sagrada Escriptura i dels pensadors cristians Lactanci, sant Agustí, sant Jeroni, sant Tomàs d'Aquino, Escot i Ramon Llull. Descós fonamenta sempre les idees dels clàssics en textos de l'Evangeli o d'escriptors cristians. Recomana als seus deixebles i amics l'estudi del llatí i del català, recordant uns versos d'Ovidi sobre el problema de les llengües.
Descós s'ocupa de la retòrica, que per a ell és un instrument de la saviesa i l'¡aparell ideològic per a regir la ciutat amb consells, fonamentar-la en lleis i corregir-la amb criteris de justícia.Per servir Déu Descós formula una taula de virtuts i una llista de vicis (els pitjors són els plaers sensuals, l'amor veneri i l'enveja).

## La retòrica d'Antoni Llull
Antoni Llull i Cases s'ocupà sobretot de la retòrica. A la seva obra De oratione libri septem (Bolonya, 1538), criticà tant Quintilià com Ciceró i contraposà Plató a Lisies. Llull rebutja per igual la retòrica verbalista i la retòrica filosòfica i proposa la subordinació de lars dicendi a l'ars cogitandi, perquè el discurs és obra de la raó.